# Jan Ghyselinck
Jan Ghyselinck (Tielt, 24 febbraio 1988) è un ex ciclista su strada belga, professionista dal 2010 al 2016.

## Palmarès
- 2005 (Juniores)

1ª tappa Giro della Toscana Juniores
Classifica generale Giro della Toscana Juniores
4ª tappa Sint-Martinusprijs Kontich (Kontich > Kontich)
Giro delle Fiandre Juniores
Campionati belgi, Prova a cronometro Junior
- 2006 (Juniores)

La Bernaudeau Juniors
Aalst-Sint Truiden
Classifica generale Ster van Zuid-Limburg
Classique des Alpes juniors
Gent-Menen
Campionati belgi, Prova a cronometro Junior
- 2007 (Beveren 2000)

Prologo Tour des Pays de Savoie (Chapareillan > Chambéry, cronometro)
3ª tappa Triptyque Ardennais (Ensival, cronometro)
- 2008 (Beveren 2000)

Trofee van Haspengouw
Testtijdrit Montenaken
Campionati belgi, Prova a cronometro Under-23
- 2009 (Beveren 2000)

Vlaamse Pijl
2ª tappa Triptyque des Monts et Châteaux (Flobecq, cronometro)
Giro delle Fiandre Under-23
- 2014 (Wanty-Groupe Gobert, una vittoria)

La Poly Normande

### Altri successi
- 2007 (Juniores)

Flèche Plédranaise
- 2010 (Team HTC-Columbia)

Omloop Mandel-Leie-Schelde

## Piazzamenti

### Grandi Giri
- Tour de France

2012: 152º

### Classiche monumento
- Giro delle Fiandre

2011: 83º
- Parigi-Roubaix

2013: ritirato
- Liegi-Bastogne-Liegi

2011: ritirato

### Competizioni mondiali
- Campionati del mondo

Salisburgo 2005 - In linea Junior: 68º
Varese 2008 - Cronometro Under-23: 23º
Valkenburg 2012 - Cronosquadre: 21º
Ponferrada 2014 - Cronosquadre: 21º
Doha 2016 - Cronosquadre: 10º

### Competizioni europee
- Campionati europei

Sofia 2007- In linea Under-23: 67º
Hooglede 2009- Cronometro Under-23: 9º
Hooglede 2009- In linea Under-23: 35º